# Johan Rousseau
 Johan Rousseau, né le 8 octobre 1978 à Annecy, est  un lugeur et un skieur de vitesse français. Il est l'un des rares sportifs à avoir pratiqué simultanément deux sports différents au plus haut niveau.

## Biographie
Il est membre de l'équipe de France de luge de 1993 à 2005.
Il participe à quatre reprises aux championnats du monde juniors entre 1996 et 1999. Il y obtient son meilleur résultat dans l'édition de 1997 à Oberhof, où il prend la 13e place. En 1998, il prend aussi la 3e place de la Coupe du monde Juniors II.
Il prend part à l'ensemble des championnats de monde entre 1999 et 2005. Il y réalise ses meilleures performances en 2011 et 2003 où il se classe 15e et 14e.
Il prend la 15e place des Jeux olympiques de Salt Lake City en 2002,.
Il dispute la coupe du monde entre 1998 et 2005. Il s'y classe 5 fois dans les 20 premiers, et décroche son meilleur classement en 2001 avec une 10e place. Cette même année il obtient son unique podium dans une épreuve de coupe du monde avec sa 3e place le 10 février 2001 à Park City.
Il est le premier lugeur à filmer ses descentes avec une caméra embarquée. Ses séquences seront diffusées par différentes chaînes de télévision (ARD, ZDF et Eurosport).
Il met fin à sa carrière de lugeur fin 2005,.
Parallèlement à sa carrière de lugeur, il excelle en ski de vitesse.
Il est sacré 2 fois champion du monde juniors en ski de vitesse en 1996 et en 1997. Cette année-là, il bat le record du monde juniors S1 avec une vitesse de 228,426 km/h. Il conserve ce record jusqu'en 2002.
Il dispute les championnats du monde de la discipline entre 1996 et 2005. Il monte 3 fois sur le podium, avec notamment un titre de vice-champion du monde aux Arcs en 2002.
Son record personnel est de 245,065 km/h établi en 2005 aux Arcs.
A la fin de sa carrière, il se reconvertit dans l'enseignement du parachutisme

## Palmarès en luge

### Jeux olympiques
| Édition/Epreuve   | Individuelle |
| JO 2002 Park City | 15e          |

### Championnats du monde
| Édition / Epreuve          | Individuelle | par équipe            |
| Mondiaux 1999 Königsee     | 22e          | 6e ( France/ Ukraine) |
| Mondiaux 2000 Saint-Moritz | 32e          |                       |
| Mondiaux 2001 Calgary      | 15e          |                       |
| Mondiaux 2003 Sigulda      | 14e          |                       |
| Mondiaux 2004 Nagano       | 29e          |                       |
| Mondiaux 2005 Park Street  | 24e          |                       |

### Coupe du monde
- Meilleur classement général : 10e en 2001

- Meilleur résultat sur une épreuve de coupe du monde : 3e à Park City le 10 février 2001.

#### Classements
| Saison    | Saison    | Général | Général |
| --------- | --------- | ------- | ------- |
| Saison    | Saison    | Class.  | Points  |
| 1998-1999 | 1998-1999 | 19e     | 124     |
| 1999-2000 | 1999-2000 | 20e     | 135     |
| 2000-2001 | 2000-2001 | 10e     |         |
| 2001-2002 | 2001-2002 | 17e     | 172     |
| 2002-2003 | 2002-2003 | 16e     | 190     |
| 2003-2004 | 2003-2004 | 36e     | 58      |
| 2004-2005 | 2004-2005 | 19e     | 162     |

### Championnats du monde junior
| Édition / Épreuve      | Individuelle | par équipe           |
| Mondiaux 1996 Calgary  | 26e          |                      |
| Mondiaux 1997 Oberhof  | 13e          |                      |
| Mondiaux 1998 Sigulda  | 17e          | 5e ( France/ Italie) |
| Mondiaux 1999 Königsee | 22e          |                      |

## Palmarès en ski de vitesse

### Championnats du monde
| Édition                                  | Classement |
| ---------------------------------------- | ---------- |
| 1999 FIS Idre Fjäll                      | Bronze     |
| 1999 Pro Aspen/Les Arcs/Vars/Hundfjället | Bronze     |
| 2000 Pro Les Arcs                        | 6e         |
| 2001 Pro Les Arcs                        | 7e         |
| 2002 Pro Les Arcs                        | Argent     |
| 2003 Pro Les Arcs                        | 5e         |
| 2004 Pro Les Arcs/Vars                   | 12e        |
| 2005 Pro Les Arcs                        | 8e         |

### Championnats du monde Juniors
| Édition                                    | Classement |
| ------------------------------------------ | ---------- |
| 1996 Pro Juniors Les Arcs/Vars             | Or         |
| 1997 Pro Juniors Les Arcs/Vars/Hundfjället | Or         |